# Geschäftsjahr
Das Geschäftsjahr (im Steuerrecht: Wirtschaftsjahr, in der Schweiz: Steuerperiode; englisch financial year) ist der Zeitraum, für den Unternehmen oder andere Wirtschaftssubjekte das Ergebnis ihrer Geschäftstätigkeit in einem Jahresabschluss zusammenfassen und dabei den Zeitraum zwischen zwei Bilanzstichtagen berücksichtigen.

## Allgemeines
Der Rechtsbegriff des Geschäftsjahres wird im Handelsgesetzbuch (§ 242 HGB) verwendet, der Begriff des Wirtschaftsjahres im Einkommensteuergesetz (§ 4a EStG) und nach allgemeinem Sprachgebrauch auch im Recht der Wohnungseigentümergemeinschaft (§ 28 Abs. 1 Satz 1 WEG). Der Begriff Fiskaljahr ist vornehmlich bei den Staatsfinanzen öffentlicher Haushalte in Gebrauch. Im Recht der Idealvereine geht das Bürgerliche Gesetzbuch  (BGB) davon aus, dass jeder Verein ein Geschäftsjahr hat (§ 39 Abs. 2 BGB). Im Sprachgebrauch (insbesondere in Ansprachen, Protokollen, Presseartikeln) wird es auch als Vereinsjahr bezeichnet.
Technisch beginnt das Geschäftsjahr mit der Eröffnungsbilanz und endet am Bilanzstichtag, der höchstens 12 Monate nach dem Eröffnungsstichtag liegen darf (§ 240 Abs. 2 Satz 2 HGB). Regelfall ist die Übereinstimmung des Geschäftsjahres mit dem Kalenderjahr, Abweichungen sind jedoch zulässig. Dabei ist allerdings zu beachten, dass das einmal gewählte Geschäftsjahr in der Regel wegen des Grundsatzes der Bilanzkontinuität beizubehalten ist.

## Rumpfgeschäftsjahr
Bei einem Wechsel des Geschäftsjahres kommt es zwangsläufig zu einem Rumpfgeschäftsjahr. Das Rumpfgeschäftsjahr umfasst in der Regel einen Zeitraum von weniger als 12 Monaten und soll die Anpassungsphase zwischen zwei vollständigen Geschäftsjahren überbrücken. Deshalb darf ein Rumpfgeschäftsjahr kürzer, aber nicht länger als 12 Monate dauern (§ 240 Abs. 2 Satz 2 HGB). Gründe für Rumpfgeschäftsjahre sind Neugründungen, Auflösungen, Veräußerungen und Umstellungen auf einen anderen regelmäßigen Abschlussstichtag.
Wird ein Unternehmen im Laufe eines Jahres gegründet und das Geschäftsjahr soll mit dem Kalenderjahr identisch sein, dann ergibt sich für das Jahr der Gründung ein Rumpfgeschäftsjahr vom Zeitpunkt der Gründung bis zum 31. Dezember desselben Jahres.

## Vom Kalenderjahr abweichendes Geschäftsjahr
Ein vom Kalenderjahr „abweichendes Geschäftsjahr“ kann branchenabhängig gewählt werden, um etwa saisontypische Entwicklungen in Saisonbetrieben bilanziell besser erfassen zu können. Es kann dann zweckmäßig sein, einen Bilanzstichtag zu wählen, der auf einen die Saisonspitze berücksichtigenden Zeitpunkt fällt, an dem die Lagerbestände weitgehend abgebaut und Umsatzschwerpunkte berücksichtigt sind.
In der Landwirtschaft ist ein Wirtschaftsjahr üblich, das abhängig von der Art der Tätigkeit entweder am 1. Mai (hauptsächlich Grünland) oder am 1. Juli beginnt. In früheren Zeiten begann das landwirtschaftliche Wirtschaftsjahr meist am Martinstag (11. November): Die Feld- und Viehwirtschaft im Freien war Anfang November i. d. R. abgeschlossen, so dass die oft zum Martinstag stattfindenden Feste und Kirchmessen die günstigste Gelegenheit darstellten, Pachten und Zinsen auszuzahlen und Verträge abzuschließen bzw. zu erneuern.
Für den Weinbau gilt wiederum ein anderes Wirtschaftsjahr. Das einkommensteuerrechtlich zulässige Wirtschaftsjahr bei Land- und Forstwirten ergibt sich im Einzelnen aus § 8c EStDV.
Ähnliche saisonale Schwerpunkte weisen auch andere Branchen auf, die ihre abweichenden Geschäftsjahre etwa nach dem Lagerzyklus oder Umsatzschwerpunkten ausrichten.
Als weitere Gründe für ein vom Kalenderjahr abweichendes Geschäftsjahr kommen in Betracht:
- bei konzernangehörigen Unternehmen die Anpassung an das Geschäftsjahr der Konzernmutter, die ihren Sitz oft im Ausland hat;
- Anpassung an Dauerschuldverhältnisse mit Abrechnungsperioden, zum Beispiel an Müllverbrennungs- und sonstige Entsorgungsverträge bei Unternehmen der Abfallwirtschaft;
- Ausnutzung temporärer Produktionseinstellungen z. B. durch regelmäßige Wartungs- und Reinigungsarbeiten, da Inventurarbeiten erleichtert werden; Lagerbestände, Fertigwaren, Halbfertigprodukte, Betriebsmittel, Rohstoffe etc. lassen sich dann einfacher und genauer erfassen als bei laufender Produktion;
- Anpassung an das Wettbewerbsumfeld;
- Erleichterung einer verlässlicheren und frühzeitigeren Beurteilung der Gesamtjahresperformance eines Unternehmens, wenn rund 50 % des Jahresergebnisses im ersten und nicht im vierten Geschäftsjahresquartal erwirtschaftet werden;
- Anpassung an witterungsbedingte saisonale Abläufe im Agrar-, Forst- und Sportbereich („Sportjahr“); darunter fällt z. B. die Anpassung an den Spielplan der Bundesliga von August bis Mai oder die Wahl des Geschäftsjahres von März bis Februar im Motorsportbereich;
- Andere saisonale Anpassungen (z. B. an das Weihnachtsgeschäft oder zur Vermeidung saisonaler Spitzenzeiten bei Finanzbehörden und Steuerberatern).

## Änderungen des Geschäftsjahres
Eine Änderung des Geschäftsjahres bedarf einer Satzungsänderung. Bei Kapitalgesellschaften hat dies zur Folge, dass die Satzungsänderung im Handelsregister eingetragen werden muss, weil eine Satzungsänderung bei Kapitalgesellschaften erst mit ihrer Eintragung im Handelsregister wirksam wird. Bei dieser Satzungsänderung ist nach herrschender Meinung ein Rückwirkungsverbot zu beachten. Hierzu hatte das Oberlandesgericht Frankfurt am Main entschieden, dass die Eintragung der Änderung eines GmbH-Gesellschaftsvertrages hinsichtlich des Geschäftsjahres jedenfalls dann unzulässig sei, wenn das gebildete Rumpfgeschäftsjahr im Zeitpunkt der Beschlussfassung bereits abgelaufen war. Wegen der konstitutiven Wirkung der Eintragung (§ 54 Abs. 3 GmbHG) könne die Änderung eines GmbH-Gesellschaftsvertrages grundsätzlich keine Rückwirkung haben. Der Beschluss bezieht sich auf eine Entscheidung des Bundesfinanzhofs aus dem Jahre 1997. Die Änderung des Geschäftsjahres muss aus Gründen der Rechtssicherheit und des Gläubigerschutzes vor Beginn des neuen Geschäftsjahres im Handelsregister eingetragen sein.

## Steuerrecht
Bei Gewerbebetrieben muss das Finanzamt einer Umstellung des Wirtschaftsjahres auf einen vom Kalenderjahr abweichenden Zeitraum zustimmen, damit das geänderte Wirtschaftsjahr auch steuerlich wirksam wird (§ 4a Abs. 1 Nr. 2 S. 2 EStG, § 8b EStDV). Bei Gewerbetreibenden gilt der Gewinn des abweichenden Wirtschaftsjahres als in dem Kalenderjahr bezogen, in dem das Wirtschaftsjahr endet (§ 4a Abs. 2 Nr. 2 EStG); bei Land- und Forstwirten findet eine Aufteilung statt.

## Geschäftsjahr im Konzern
Während das Geschäftsjahr von Konzern und Mutterunternehmen zwingend identisch sein muss (§ 299 Abs. 1 HGB), braucht dies bei den konsolidierten Tochtergesellschaften nicht der Fall zu sein. Liegt jedoch der Abschlussstichtag eines Konzernunternehmens um mehr als drei Monate vor dem Stichtag des Konzernabschlusses, so ist dieses Unternehmen auf Grund eines auf den Stichtag und den Zeitraum des Konzernabschlusses aufgestellten Zwischenabschlusses (Rumpfgeschäftsjahr) in den Konzernabschluss einzubeziehen (§ 299 Abs. 2 HGB).

## International Accounting Standards
Die IAS setzen das Geschäftsjahr (englisch financial year) als Regelfall voraus und befassen sich ausführlich mit dem Rumpfgeschäftsjahr. Zielsetzung von IAS 34 ist die Regelung der Mindestbestandteile für einen Zwischenbericht und die Regelung der Bilanzierungs- und Bewertungsgrundlagen für Abschlüsse, die für eine Zwischenberichtsperiode aufgestellt werden. Nach IAS 34.4 ist der Zeitraum eines Rumpfgeschäftsjahres (englisch interim period) kürzer als ein vollständiges Jahr, wobei ein Zwischenabschluss (englisch interim report) mit kompletten oder zusammengefassten Zahlen erstellt wird. Wer einen solchen Zwischenabschluss wann zu erstellen hat, überlässt IAS 34.1 der nationalen Gesetzgebung.